# ليز هانا
ليز هانا (بالإنجليزية: Liz Hannah)‏ هي كاتبة سيناريو ومنتجة أفلام أمريكية، ولدت في 14 ديسمبر 1985 في نيويورك في الولايات المتحدة.

## وصلات خارجية
- ليز هانا على موقع IMDb (الإنجليزية)
- ليز هانا على موقع قاعدة بيانات الفيلم (الإنجليزية)